# Districte de Gaya
El districte de Gaya és una divisió administrativa de Bihar amb capital a Gaya (ciutat). La superfície és de 4.976 km² i la població el 2001 de 3.473.428 habitants. El nom Gaya seria, segons el Vayu Purana, el nom d'un dimoni (asura) que va esdevenir pietós per intercessió de Vixnu.
Administrativament la formen cinc subdivisions:
- Gaya Sadar
- Neemchak
- Bathani
- Sherghati
- Tekari

I 25 blocks de desenvolupament.
- Atri
- Belaganj
- Mohanpur
- Konch
- Barachatti
- Manpur
- Gurua
- Tekari
- Imamganj
- Gaya
- Sadar
- Wazirganj
- Fatehpur
- Paraiya
- Sherghati
- Bodh Gaya
- Khizarsarai
- Amas
- Dumaria
- Bankey Bazar
- Dobhi
- Tankuppa
- Nimchakbathani
- Guraru
- Muhra

## Història
Molts materials, especialment els referits a la història administrativa del districte, es van perdre durant el motí de 1857. El 1765 amb l'adquisició de la suba mogol de Bihar, el govern de la zona fou confiat a un natiu, Shitab Rai, depenent del govern de Patna. El 1781 es va formar el districte o subdivisió de Bihar en el que Gaya fou integrada. El 1814 la part sud del districte de Bihar es va segregar i fou posada sota autoritat d'un submagistrat amb seu a Sherghati i el 1825 es va formar el districte separat de Gaya amb jurisdicció sobre diversos territoris a la subdivisió de Bihar. L'autoritat fiscal depenia de la junta de comissionats de Patna i Benarés (creada el 1817) i judicialment hi havia munsifs natius sota un jutge magistrat britànic, amb apel·lació a la cort de Patna; això va durar fins al 1829, en què l'autoritat fiscal i judicial va passar al comissionat de Patna sota ordes de la junta de Calcuta. El 1821 es van incrementar el poder del jutge magistrat que va passar a ser jutge de sessions mentre els seus poders magisterials van passar al col·lector (que va esdevenir magistrat col·lector fins que els dos rangs foren separats el 1845, però altre cop reunits el 1859). El 1865 va rebre alguns territoris de Patna i va esdevenir districte del tipus general sota un col·lector.
El juliol de 1857 els sipais de Dinapur es van amotinar i es van dirigir a Dhahabad; els britànics els van atacar però foren derrotats i es va donar l'orde de retirada de Dinapur i altres llocs. La petita guarnició de Gaya inicialment es va dirigir a Patna però de camí va decidir retornar per salvar tot el possible dels saquejos que es produirien al sortir els britànics. La ciutat encara estava tranquil·la quan van retornar, i es van buscar mitjans de transports pel tresor i les coses principals; però això va portar alguns dies i mentre la ruta cap a Patna va esdevenir insegura i la retirada s'havia de fer per la Grand Trunk Road a Calcuta; quan el grup va deixar la ciutat foren atacats per un grup format pels ex guardians de la presó i els seus antics presoners alliberats; Money va rebutjar l'atac i va poder arribar en seguretat a Calcuta.
El maig de 1981 l'estat de Bihar va adoptar el sistema de divisions per administrar grups de districtes, i es va crear la divisió de Magadh amb els districtes de Gaya, Nawada, Aurangabad i Jehanabad o Jahanabad, tots els quals s'havien creat per divisió del districte original de Gaya.
El districte incloïa diversos jaciments arqueològics:
- Buddh (o Bodh) Gaya, uns 10 km al sud de Gaya, restes d'imatges budistes
- Punawan, 20 km a l'est de Gaya, restes budistes. A 3 km al sud, la muntanya Hasra podria correspondre a la Kukkutapada-giri dels viatgers Pa Hian i Hiuen Tsiang, amb moltes restes budistes que arriben fins a les muntanyes

Sobhnath; al costat, a Bishnupur Tarwa, hi ha algunes imatges de Buda
- Kurkihar, a 12 km al nord-est, amb escultures budistes
- Jethian a uns 20 km al nord-est que podria ser la Yashtivana de Hiuen Tsiang, amb diversos llocs associats al culte de Buda
- Konch, amb un temple de rajola d'influència budista a les escultures
- A uns 11 km al sud-est de Gaya, les muntanyes Dhongra identificades amb les muntanyes Pragbodhi de Hiuen Tsiang, amb una cova on Sidartha Gautama hauria estat quan va venir a Gaya.
- Guneri amb diverses imatges budistes i restes del que podria ser el monestir de Sri Guna Charita.
- Barabar Hills amb les famoses coves excavades a la roca, i al costat el pic de Kowadol, a la base del qual una gran imatge de Buda que probablement marca el lloc del monestir de Silabhadra.

A l'actual districte de Nawada:
- Sitamarhi, a 11 km al sud-oest d'Hisua, una cova en un munt de granit on la tradició diu de Sita, la dona de Rama, va donar a llum a Lava durant el seu exili.
- Rajauli amb muntanyes i valls
- Afsar amb una estàtua de Varaha o Boar, encarnació de Vixnu.

A l'actual districte de Jehanabad o Jahanabad:
- Dharawat a 5 km al nord de les muntanyes Barabar, antic monestir budista de Gunamati. Al sud de les muntanyes diverses restes budista.
- Dapthu, imatges gravades i restes de temples i un gran monòlit de granit
- Jaru i Banwaria, a l'est del riu Phalgu, ruïnes d'un gran temple
- Restes diverses a Kako, Ghenjan i Ner.

A l'actual districte d'Aurangabad:
- Deo i Umga, temples de pedra
- Manda, imatges budistes
- Bhurha, 3 km a l'est de l'anterior, chatiyes i imatges que marquen el lloc d'un antic monestir.
- Deokuli, Cheon i Pachar, amb restes bramàniques, budistes i jainistes.

La superfície del districte era de 12.204 km² i la població:
- 1872: 1.947.824
- 1881: 2,124,682 (6530 pobles, recomptats 9657)
- 1891: 2.138.331
- 1901: 2.059.933

La ciutat principal era Gaya però la capital inicial era a Sahibganj, al costat de Gaya; el 1901 ja estava en aquesta darrera ciutat. Administrativament estava formada per quatre subdivisions:
- Gaya (capital Sahibganj, després Gaya)
- Nawada
- Aurangabad
- Jahanabad

Altres ciutats importants eren les municipalitats de Tekari i Daudnagar, i les viles d'Aurangabad, Nawada i Jahanabad. La subdivisió de Gaya tenia 4934 km² i una població el 1901 de 751.855 (832.442 el 1891) tenia per capital el 1901 a Gaya (ciutat) amb 71.288 habitants, i incloïa també a Tekari (6.437) capital del zamindari conegut com a Tekari Raj, Sherghati (2.641) i 2.999 pobles.
Les muntanyes del districte eren part del sistema de les muntanyes Vindhya avançant cap a la plana del Ganges al nord. El cim principal és el Maher Hill, a uns 20 km al sud-est de Gaya, de 502 metres. Altres grups de muntanyes són les Barabar (també Currumshaw Hills) i les muntanyes de Rajgriha, en direcció a Patna, de caràcter sagrat. Els principals rius eren el riu Son, procedent de Chhattisgarh, el Punpun que té un curs del sud cap al nord-est en direcció al Ganges, el Phalgu, riu al que van molt peregrins, el Dharhar, el Donga, el Tiliya, el Dhanarji, el Shob, el Kilsi i el Sakri. Era creuat també per alguns canals: el Canal Principal Oriental (del Son al Punpun, 13 km); el canal de Patna (entre el Son i el Ganges, 127 km); i el Canal Principal Occidental